# Маја Радивојевић
Маја Радивојевић (Пожаревац, 1990), српски је етномузиколог, запослена у Музиколошком институту САНУ у Београду од 2017. године.

## Биографија
Завршила је основне и мастер академске студије на Катедри за етномузикологију Факултета музичке уметности у Београду, где је тренутно докторанд. На поменутој Катедри била је ангажована као сарадник у настави у оквиру курса Анализа српских вокалних облика током шест година. Одлуком Сената Универзитета уметности одобрена је тема њене докторске тезе под насловом (Ре)конструкција етничког идентитета Влаха путем музике (на примеру вокалне и вокално-инструменталне праксе Унгурјана из области Млаве, Звижда и Хомоља), која је у изради, под менторством ванр. проф. др Сање Радиновић.
У поље њеног интересовања улази музика мањина, однос музике и идентитета, културна политика и музика, апликативна етномузикологија.  Посебно је фокусирана на теренско истраживање музичке праксе српског и влашког становништва источне Србије. Учествујe на домаћим и међународним конференцијама где презентује резултате својих истраживања, које објављује у часописима и зборницима од националног и међународног значаја. Учествовала је у више и руководила неколико пројеката који су за циљ имали истраживање, презервацију и презентацију елемената нематеријалног културног наслеђа Србије. Ангажована је и у области апликативне етномузикологије: активно се бави интерпретацијом традиционалних народних песама.
Током студентских дана била је активни члан певачке групе Катедре за етномузикологију, са којом је учествовала у снимању аудио-диска Накићај се Лазаре (ФМУ, 2017). Бави се и подучавањем младих певача путем радионица и семинара, како у земљи, тако и у иностранству. Тренутно је уметнички руководилац певачке групе Ђурђе, која ради при Институту за уметничку игру у Београду. Хонорарно је сарађивала с редакцијама магазина Етноумље и Другог програма Радио Београда.
Члан је Удружења фолклориста Србије и Међународног савета за традиције музике и плеса (ICTMD).

## Награде и признања
Као вокални солиста је освојила више награда. Добитница је ÖeAD - аустријске стипендије за студијско усавршавање у Бечу на Универзитету за музику и сценске уметности (Universität für Musik und darstellende Kunst Wien; ментор: проф. др Урсула Хеметек).